# Тейчін Шей

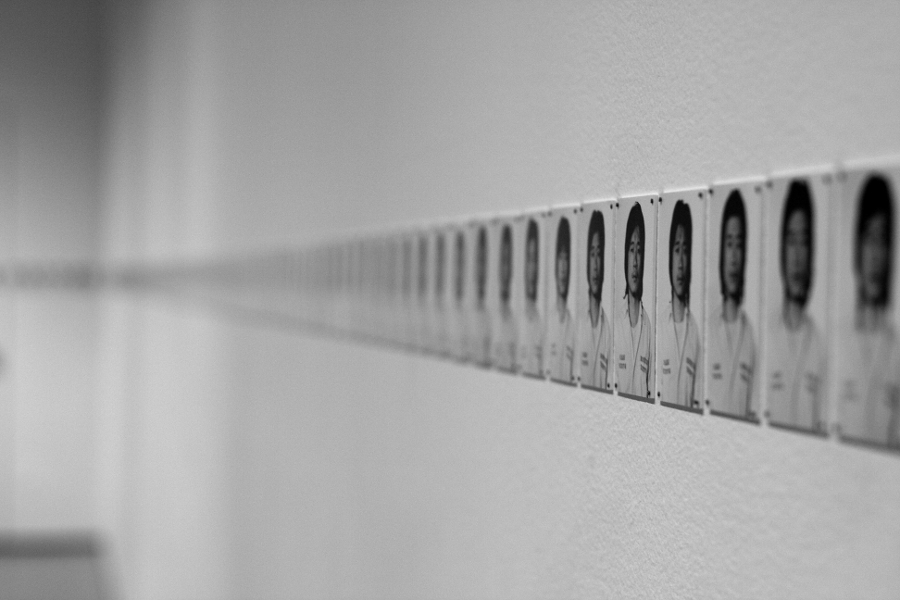
Виставка Тейчін Шей «Річний перфоманс1978–1979» в MoMA, 2009

Тейчін (Сем) Шей (謝德慶) - американський перфомер, тайванського походження. Деякі послідовники якого називали його майстром, як наприклад Марина Абрамович

## Раннє життя
Шей народився в багатодітній сім’ї з 15 дітей на півночі Тайваню. Він покинув старшу школу й почав займатися живописом, після трьох років у армії тайваню він продовжив свій художній розвиток але вже в напрямку перфомансу. Втім у 1974 перебрався у Нью Йорк де працював посудомиєм й прибиральником протягом перших чотирьох років там. 

## Кар'єра
Протягом 1978-1986 ріків Шей здійснив п’ять перфомансів які тривали рік кожен. З 1986 по 1999 рік він працював над тим, що сам назвав своїм «Тринадцятирічним планом». Але 1 січня 2000 року у своєму публічному виступі він оголосив, що «підтримував своє життя». Відтоді він припинив займатися мистецтвом. 
У 2008 році MIT Press опублікувало «Out of Now, The Lifeworks of Tehching Hsieh» («Поза часом, Життєдіяльність Тейчін Шея")  авторства Адріана Гітфілда та власне самого Шейя — монографію з документацією, есе вчених і художників і розширене інтерв’ю. Через рік після її виходу він сказав New York Times: «Через цю книгу я можу померти завтра». 
Наступного року Музей сучасного мистецтва (MoMA) у Нью-Йорку виставив колекцію, що документувала його роботи.  Виставка організована Клаусом Бізенбахом під його назвою - "Performance 1: Tehching Hsieh («Перформанс 1: Тейчін Шей») 
Отримання позитивної оцінки в New York Times привело до більшого визнання робіт Шея.  Музей Соломона Гуггенхайма в Нью-Йорку також показав одну з його робіт того ж року в рамках своєї ретроспективної виставки "The Third Mind: American Artists Contemplate Asia: 1860-1989.» («Третій розум: американські художники споглядають Азію: 1860-1989».) 
У Тайванському павільйоні на 57-ій Венеціанській бієнале у 2017 році, куратором якої був Едріан Хітфілд, відбулась виставка під назвою «Doing Time» («Створюючи час»), яка представляла роботи Шея.  

## Ранні твори

### Стрибок
У 1973 році Шей задокументував, як вистрибнув із вікна другого поверху у Тайвані та зламав обидві щиколотки об бетон. 

## Тривалі роботи
Він найбільш відомий завдяки шести тривалим перфомансам, створеними між 1978 - 2000 роками. 

### Річний перфоманс 1978–1979 (Клітка)
У цьому перформансі, який тривав з 29 вересня 1978 року по 30 вересня 1979 року, автор замкнувся в 2,7 м на 2,4 м дерев'яній клітці, обладнаній лише умивальником, освітленням, відром і односпальним ліжком. Протягом року він не дозволяв собі розмовляти, читати, писати, слухати радіо і телебачення. Адвокат Роберт Проянскі нотаріально завірив весь процес і подбав про те, щоб художник ні за яких обставин не мав змоги протягом цього року вийти з клітки. Його напарник приходив щодня, для поставки їжі, вивезення відходів художника  і також робив одну фотографію, щоб задокументувати проект. Крім того, цей перфоманс можна було побачити один-два рази на місяць з 11 ранку до 5 вечора 

### Річний перфоманс 1980–1981 (годинникова частина)
Протягом одного року, з 11 квітня 1980 року по 11 квітня 1981 року, Шей бив годинник щогодини. Кожного разу, коли він бив кулаком по годиннику, він робив одну фотографію. Він поголив голову перед початком перфомансу, для того аби його відростаюче волосся відображало плин часу.  Усі 365 фотографій змонтовані разом у 6-хвилинний фільм.
Документація цього твору була виставлена в Музеї Соломона Гуггенхайма в 2009 році. На виставці було представлено усі фотоплівки, перфокарти і фотографії.
Ця робота була першою роботою Шея, яка була представлена у Великобританії на Ліверпульській бієнале 2010 року 
Влітку 2017 року цей твір виставлявся в лондонській галереї Tate Modern Art.
У 2013 році Дейл Айзінґер у статі-списку найкращих перформативних-мистецьких творів для журналу Complex, вказав Річний перфоманс 1980–1981 (годинникова частина). 

### Річний перфоманс1981–1982 (вулична частина)
У своєму третьому однорічному перфомансі, з 26 вересня 1981 по 26 вересня 1982, Шей провів один рік на вулиці, не заходячи в будівлі чи будь-які приміщення закритого характеру, включаючи автомобілі, потяги, літаки, човни чи намети. Він пересувався Нью-Йорком з рюкзаком і спальним мішком вдаючи з себе безхатченка (яким той формально став). 

### Мистецтво / Життя: Річний перфоманс 1983-1984 (мотузкова частина)
Для цього перфомансу Шей та Лінда Монтано прив’язали себе один до одного 2,4 метровою мотузкою та провели один рік, з 4 липня 1983 по 4 липня 1984 року, зв’язаними. Вони повинні були залишатися в одній кімнаті, коли знаходилися всередині, але не мали права торкатися один одного до кінця річного періоду. Обидва поголили волосся на початку року з тих самих міркувань що й у годинниковому річному перфомансі. Цей перформанс також був нотаріально засвідчений спочатку Полом Ґрассфілдом, а пізніше Полін Оліверос . 

### Річний перфоманс1985–1986 (нехудожня частина)
Протягом одного року Шей будь-яким чином не пов’язував себе з мистецтвом: він не створював жодного мистецтва, не говорив про мистецтво, не дивився ні на що пов’язане з мистецтвом, не читав книжок про мистецтво і не заходив в будь-який художній музей чи галерею. 

### Тейчін Шей 1986–1999 (тринадцятирічний план)
На початку цього епічного твору Шей заявив: «Буду творити увесь цей час. Робіт не буду показувати публічно». Цей план почався в день його 36-річчя, 31 грудня 1986 року, і тривав до його 49-річчя, 31 грудня 1999 року.
Наприкінці 1 січня 2000 року він опублікував свій заключний звіт: «Я зберіг своє життя. Я пережив 31 грудня 1999 року». Звіт складався з вирізаних літер, наклеєних на один аркуш паперу. 

## Філософія
Його твори не є подвигами витривалості чи свідомо мотивованими бажанням страждати (хоча вони були описані як випробування),  а радше є дослідженнями часу та боротьби. На думку американського культуролога Стівена Шавіро, творчість Шея можна розглядати як тему ув’язнення, самотності, роботи, часу, безпритульності, викриття, людських та шлюбних стосунків, а також про те, як мистецтво та життя пов’язані.  Сам митець каже, що його творчість — це «марнування часу та вільнодумство». 
Трохи згодом після 1999 року він заявив, що йде з мистецтва художником.  Проте він продовжував давати інтерв’ю мистецькій аудиторії. Він висловив, що йому подобається робота Praxis (Делія Баджо та Брейнард Кері) . 

## Зовнішні посилання
- Офіційний сайт Techching Hsieh
- Відеоінтерв'ю в Art Newspaper з Джин Вейнрайт, 7 квітня 2009 р
- Інтерв'ю з Робертом Айєрсом, квітень 2009 р
- Аудіослайд-шоу "Body of Art" на BBC Radio 4
- Офіційний сайт - Тайванський павільйон "Doing Time" на 57-й Венеціанській бієнале
- Офіційний сайт Тайбейського музею образотворчого мистецтва - Тайванський павільйон «Doing Time» на 57-й Венеціанській бієнале
- Центр мистецтв Азії